# Rally de la Media Noche
El Rally de la Media Noche es una prueba de rally de México que se lleva a cabo alternadamente en las ciudades de Cuernavaca y de Querétaro. La primera edición fue en 1983 y el ganador absoluto fue Sergio González a bordo de un Ford. El segundo y tercer lugares los ocuparon Fred Van Beuren y Guillermo Salas, respectivamente.
La prueba es organizada por el Rally Automóvil Club, A.C. y forma parte del calendario del campeonato nacional.

## Palmarés
Fuente: Rally de la Media Noche
| Año  | Piloto             | Navegante             | Automóvil                | Categoría |
| ---- | ------------------ | --------------------- | ------------------------ | --------- |
| 1983 | Sergio González    | Sergio Serrano        | Ford                     | Única     |
| 1984 | Sergio González    | Sergio Serrano        | Ford                     | Única     |
| 1985 | Carlos Salas       | Javier Marín          | Nissan                   | Única     |
| 1986 | Emilio de la Parra | Luis Vázquez          | Ford                     | Única     |
| 1987 | Sergio González    | Luis Vázquez          | Ford                     | Única     |
| 1988 | Sergio González    | Luis Vázquez          | Ford                     | A         |
| 1989 | Hugo Gallo         | José Miguel Gallo     | VW                       | A         |
| 1990 | Hugo Gallo         | José Miguel Gallo     | VW                       | A         |
| 1991 | Jesús González     | Guillermo Rojas       | VW                       | A         |
| 1992 | José Miguel Gallo  | Edgar Jurgensen       | VW                       | A         |
| 1993 | José Miguel Gallo  | Carlos Azcárate       | VW Golf                  | A         |
| 1994 | José Migeul Gallo  | Jean Noël Valdelievre | Mitsubishi               | A         |
| 1995 | Gabriel Marín      | Agustín Acevedo       | Plymouth Laser           | A         |
| 1996 | Agustín Zamora     | Gabriel Marín         | Plymouth Laser           | A         |
| 1997 | Gabriel Marín O.   | Eduardo Rodríguez     | Plymouth Laser           | A         |
| 1998 | Gabriel Marín O.   | Raúl Villareal        | Plymouth Laser           | A         |
| 1999 | Gabriel Marín O.   | Javier Marín          | Mitsubishi Lancer Evo V  | A         |
| 2000 | Gabriel Marín      | Javier Marín          | Mitsubishi Lancer Evo V  | A         |
| 2001 | Gabriel Marín O.   | Javier Marín          | Mitsubishi Lancer Evo V  | A         |
| 2002 | Rodrigo Ordóñez    | Luis A. de la Brena   | Mitsubishi Lancer Evo VI | N4        |
| 2003 | Edgardo Fuentes    | Lorena Fuentes        | Renault Clío Sport       | N3        |
| 2004 | Erwin Richter      | Rafael Telleache      | Mitsubishi Lancer Evo VI | N4        |
| 2005 | Fernando Vivanco   | Mariano Guarneros     | Mitsubishi Lancer Evo V  | N4        |
| 2006 | Benito Guerra Jr   | Marcelo Brizio        | Mitsubishi Lancer Evo VI | N4        |
| 2007 | Rodrigo Ordóñez    | Mauricio Pimentel     | Mitsubishi Lancer Evo IX | N4        |
| 2008 | Rodrigo Ordóñez    | Mauricio Pimentel     | Mitsubishi Lancer Evo IX | N4        |
| 2009 | Ricardo Triviño    | Marco Hernández       | Mitsubishi Lancer Evo IX | N4        |
| 2010 | Rafael Boy         | Alejandro Domínguez   | Mitsubishi Lancer Evo IX | N4        |
| 2011 | Francisco Name     | Armando Zapata        | Mitsubishi Lancer DE     | N3        |
| 2012 | Ricardo Cordero    | Marco Hernández       | Mitsubishi Lancer Evo IX | Open      |
| 2013 | Ricardo Cordero    | Marco Hernández       | Mitsubishi Lancer Evo IX | [ 6 ]     |